# Franklin H. Littell

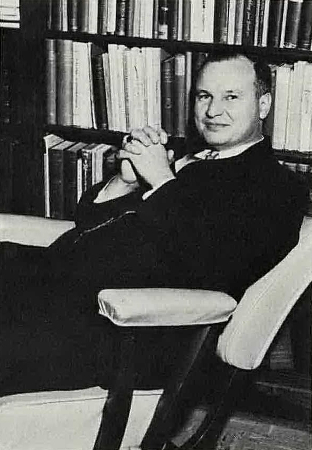
Franklin H. Littell (1962)

Franklin Hamlin Littell (* 20. Juni 1917 in Syracuse; † 23. Mai 2009 in Merion Station, Montgomery County (Pennsylvania)) war ein US-amerikanischer methodistischer Theologe.

## Vita
Der amerikanische Kirchenhistoriker Franklin H. Littell war nach dem Zweiten Weltkrieg in Deutschland tätig, zuerst in der US-amerikanischen Militärregierung, ab Dezember 1949 im Hochkommissariat und schließlich in der „Stiftung für ein vereinigtes Deutschland in einem vereinigten Europa“. Seine Aufgabe war es, die Verbindung zu den evangelischen Kirchen und Religionsgemeinschaften zu pflegen.
Littell war an der Gründung der Evangelischen Akademien ebenso beteiligt wie an der Bildung der Arbeitsgemeinschaft Christlicher Kirchen und der Gründung der Gesellschaften für christlich-jüdische Zusammenarbeit. Dabei arbeitete er eng mit dem ersten Kirchenpräsidenten der Evangelischen Kirche in Hessen und Nassau, Martin Niemöller, und dem ersten Präsidenten des Deutschen Evangelischen Kirchentages, Reinold von Thadden-Trieglaff, zusammen. Mit dem ersten Generalsekretär des Kirchentages, Hans Hermann Walz, veröffentlichte er das Nachschlagewerk „Weltkirchenlexikon“.
1969 begann Littell mit der Organisation der „Jährlichen Konferenz Holocaust und Kirchenkampf“. Er war der Erste, der Lehrveranstaltungen zu diesem Thema anbot, zunächst ab 1959 an der Emory University, später an der Temple University. Präsident Jimmy Carter berief ihn 1978 in den U.S. Holocaust Memorial Council. Littell war der erste Christ, der in den Beirat der jüdischen Gedenkstätte Yad Vashem in Jerusalem berufen wurde.

## Ehrungen
Für seine vielfältigen Verdienste erhielt Littell das Große Bundesverdienstkreuz. 1996 wurde ihm die Buber-Rosenzweig-Medaille zuerkannt. 1957 verlieh ihm die Philipps-Universität Marburg die Ehrendoktorwürde.

## Veröffentlichungen
- mit Erich Geldbach (Hg.): Atlas zur Geschichte des Christentums. Wuppertal 1990: R. Brockhaus ISBN 978-34172-4606-3.
- mit Hans Hermann Walz (Hg.): Weltkirchen Lexikon. Handbuch der Ökumene. Stuttgart 1960: Kreuz
- From State Church to Pluralism. A Protestant Interpretation of Religion in American History. New York 1971: de Gruyter, ISBN 978-02023-0921-7.
- The Anabaptist View of the Church. Paris (Arkansas) 2000: The Baptist Standard Bearer ISBN 978-55511-2496-2.